# Romodan
Romodan (ukrainisch und russisch Ромодан) ist eine Siedlung städtischen Typs im Rajon Myrhorod in der zentralukrainischen Oblast Poltawa mit 3225 Einwohnern (Stand: 5. Dezember 2001), davon 1399 Männer und 1826 Frauen (766 Männer auf 1000 Frauen).

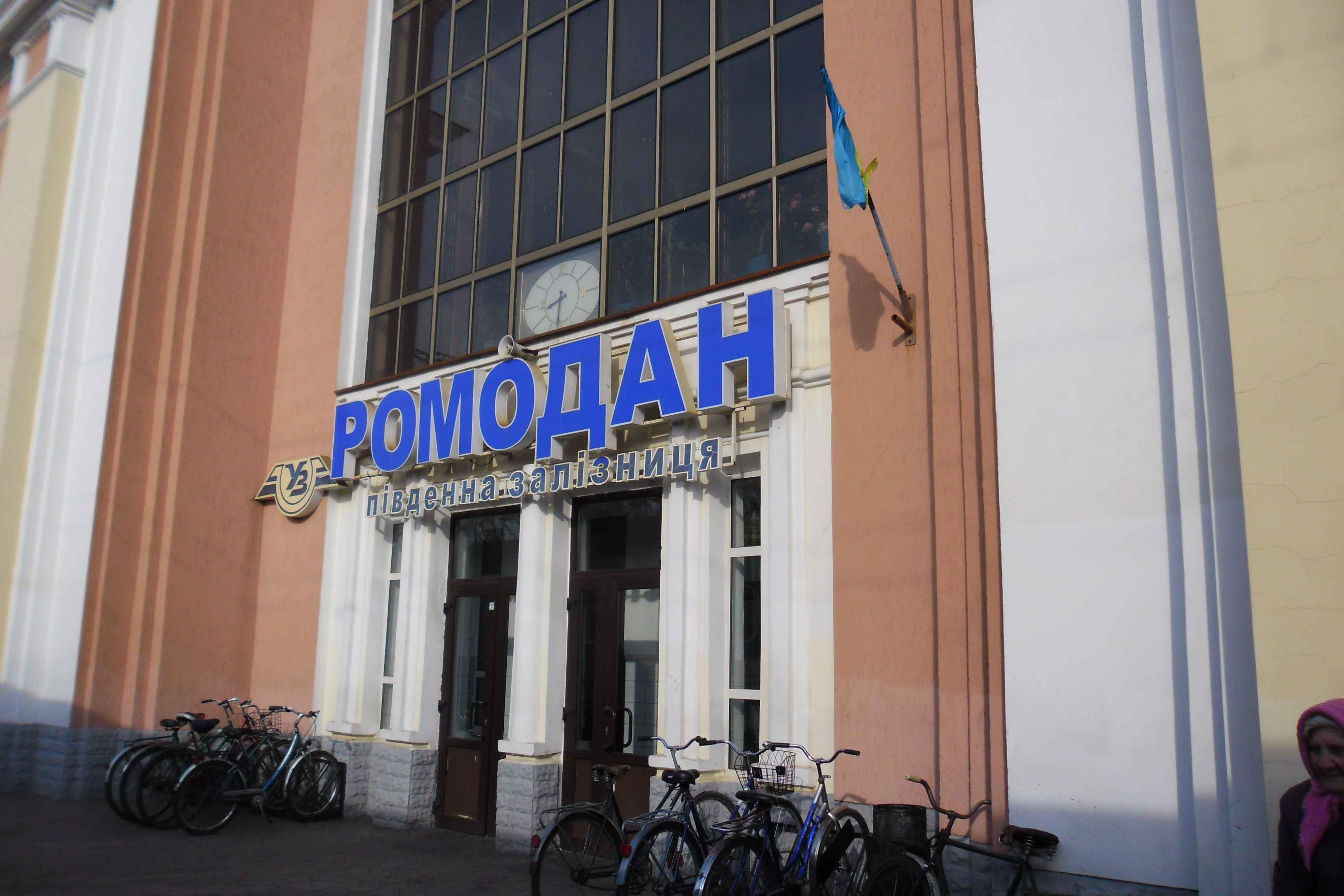
Bahnhofsportal im Ort

Der Ort, welcher im Übergangsgebiet zwischen dem Poltawa-Plateau im Nordosten und dem Dneprtiefland im Südwesten liegt, ist insbesondere als Eisenbahnknotenpunkt von Bedeutung: Im Ort treffen die Eisenbahnlinien Kiew–Poltawa–Charkiw und Krementschuk – Romny – Bachmatsch aufeinander.

## Geschichte
Die Siedlung entstand in den 1880er Jahren zur Zeit des Baus der Eisenbahn in diesem Gebiet. Vom 19. bis 21. März 1918 war der strategisch wichtige Ort Schauplatz eines Gefechts zwischen Kosakendivisionen und Bolschewiki. In den letzten Jahrzehnten hat sich die Bevölkerung des Ortes rückläufig entwickelt.

## Verwaltungsgliederung
Am 8. August 2019 wurde die Siedlung zum Zentrum der neugegründeten Siedlungsgemeinde Romodan (Ромоданівська селищна громада/Romodaniwska selyschtschna hromada). Zu dieser zählen auch die 6 Dörfer Konjuschewe, Nowoorichiwka, Romodan, Scharkiwschtschyna, Sotnyzke und Welytschkiwka, bis dahin bildete sie zusammen mit den Dörfern Konjuschewe, Scharkiwschtschyna und Sotnyzke die gleichnamige Siedlungsratsgemeinde Romodan (Ромоданівська селищна рада/Romodaniwska selyschtschna rada) im Westen des Rajons Myrhorod.
Folgende Orte sind neben dem Hauptort Romodan Teil der Gemeinde:
| Name                     | Name         | Name                            |
| ukrainisch transkribiert | ukrainisch   | russisch                        |
| ------------------------ | ------------ | ------------------------------- |
| Konjuschewe              | Конюшеве     | Конюшево (Konjuschewo)          |
| Nowoorichiwka            | Новооріхівка | Новоореховка (Nowoorechowka)    |
| Romodan                  | Ромодан      | Ромодан                         |
| Scharkiwschtschyna       | Шарківщина   | Шарковщина (Scharkowschtschina) |
| Sotnyzke                 | Сотницьке    | Сотницкое (Sotnizkoje)          |
| Welytschkiwka            | Величківка   | Величковка (Welitschkowka)      |

### Bevölkerungsentwicklung
- 1966: 7.500 Einwohner (Quelle: Encyklopedija ukrajinosnawstwa)
- 1979: 4.566 Einwohner (Quelle: Staatliches Statistikkomitee der Ukraine)
- 1989: 4.487 Einwohner (Quelle: Staatliches Statistikkomitee der Ukraine)
- 2001: 3.225 Einwohner (Quelle: Staatliches Statistikkomitee der Ukraine)

## Persönlichkeiten
Romodan ist Geburtsort des sowjetischen Schriftstellers Michail Emmanuilowitsch Kozakow (1897–1954).